# Profitcenter
Profitcenter (deutsch „Gewinnzentrum“) ist in der Kostenrechnung der Anglizismus für Kostenbereiche, die in einem Unternehmen unmittelbar am Markt agieren und Umsatzerlöse oder Erträge erzielen.

## Allgemeines
Das Profitcenter ist eine Organisationseinheit, die für den Gewinn oder Verlust ihres Bereiches Ergebnisverantwortung trägt. Jedes Profitcenter ist ermächtigt, Leistungen an beliebige Partner auf unternehmensinternen und externen Märkten zu eigenständig definierten Marktpreisen abzugeben.
Profitcenter werden wie ein Unternehmen geführt, das selbständig kalkuliert und über Beschaffung, Vertrieb und Marktpreise selbst entscheidet. Deshalb wird das Profitcenter als „Unternehmen im Unternehmen“ bezeichnet.

## Center-Konzept
Das Center-Konzept umfasst neben dem Profitcenter auch das Costcenter und das Servicecenter. Die Personalabteilung kann beispielsweise nach dem Center-Konzept in die drei Segmente Costcenter, Servicecenter und Profitcenter aufgeteilt werden. Lässt sich die Arbeitsleistung der Personalabteilung am Markt nicht absetzen, wird hieraus ein Costcenter geformt. Ist die Leistung marktfähig, soll aber auf dem externen Markt nicht angeboten werden, gehört dieser Teil zum Servicecenter. Wird dagegen die Leistung auf dem externen Markt angeboten, gehört dieser Bereich zum Profitcenter.
Einige Autoren erweitern das Center-Konzept um Revenue-Center und Investmentcenter.

## Wirtschaftliche Aspekte
Profitcenter kommen überwiegend in Spartenorganisationen vor, wo es weitgehend autonome Geschäftsbereiche gibt. Die Sparten werden als relativ selbständige Einheiten geführt, die Spartenleiter planen ihre Geschäfte innerhalb einer vorgegebenen Rechnungsperiode selbst. Es wird für jede Sparte ein eigener Gewinn ermittelt und zur Beurteilung und Steuerung der Sparte herangezogen. Zielgrößen des Profitcenters sind der Gewinn, der Deckungsbeitrag oder als relative Größe der Return on Investment. Da mit diesen Zielgrößen auch die Kosten verbunden sind, trägt das Profitcenter auch Verantwortung für die Kosten. Dies unterscheidet das Profitcenter von einer reinen Kostenstelle, die ausschließlich Kostenverantwortung übernimmt.
Neben der Gewinn- und Verlustrechnung wird im Rahmen der Profitcenter-Rechnung (abgekürzt: PCR, PRCTR) manchmal auch auf der Ebene einzelner Profitcenter eine Bilanz aufgestellt. Neben dem Zweck der Arbeitsmotivation der Mitarbeiter, die für ihre Gewinne verantwortlich sind und unternehmerisch handeln können, kann die Profitcenter-Kalkulation dazu genutzt werden, gewinnbringende Unternehmensbereiche von Verlustbringern zu unterscheiden. Ein Herunterbrechen von Ergebnisbeiträgen auf einzelne Mitarbeiter, um den „Gewinnbeitrag“ jedes Mitarbeiters herauszufinden, ist indes nur möglich, wenn die Ergebnisse eines einzelnen Mitarbeiters einzeln erfasst werden können (Ertrag- und Kostenseite); in Deutschland ist dies nur unter Beachtung des Betriebsverfassungsgesetzes und des Bundesdatenschutzgesetzes zu realisieren.
Während das Cost- und Servicecenter bei kleinen und mittleren Unternehmen angewandt werden kann, eignet sich das Profitcenter eher nur für Großunternehmen.